# 에이미 베네딕트
에이미 베네딕트(Amy Benedict, 1964년 7월 16일 ~ )는 미국의 배우, 텔레비전 배우, 영화배우이다.
컬럼비아에서 태어났다.

## 영화
- 케이트 맥콜 (2013년) - 변호사 역
- 데드 걸 (2006년)
- 열가지 규칙 (2002년)
- 블루 카 (2002년)
- 함정 탈출 (1992년)